# وتسانو
وتسانو (به ایتالیایی: Vezzano) یک کومونه در ایتالیا است که در ترنتینو واقع شده‌است.

## خصوصیات
وتسانو ۳۱ کیلومترمربع مساحت و ۲٬۰۷۹ نفر جمعیت دارد و ۳۸۵ متر بالاتر از سطح دریا واقع شده‌است.